# Batalla de Chemillé (11 d'abril de 1793)
```
Acaba amb la victòria dels vendeans, que repelen l'atac dels republicans amb l'objectiu d'endur-se la petita ciutat de Chemillé. Aquest batalla fou una de les més importants dintre de la 
Revolta de La Vendée
.
```

## Preludi
El 9 d'abril de 1793, els representants de la missió Choudieu i Richard van ordenar al general Jean-François Berruyer, comandant de les forces republicanes a Angers, llançar una ofensiva contra els territoris insurgents. Aquest corre de mala gana, creient que les tropes sota les seves ordres encara no són prou nombroses.
El 10 d'abril, les forces d'Angers van partir, dividides en tres cossos. El primer, comandat per Gauvilliers i 4.000 homes, ha de seguir el Loira. El segon, comandat directament per Berruyer i Duhoux de Hauterive i també amb 4.000 homes, surt de Saint-Lambert-du-Lattay i camina per Chemillé. La tercera, comandat per Leigonyer i una host de 5.000 [3 i 8.000 homes, ha de prendre Coron i Vezins. A més, els 3.000 homes de Quétineau enviats a Bressuire van rebre l'ordre de marxar a les Aubiers per amenaçar els vendeans del seu flanc dret.
Berruyer divideix el seu cos en dues columnes: la primera, comandada per ell mateix i amb Menou i Mangin com a segona, ha d'atacar Chemillé directament pel nord; la segona, ordenada per Duhoux, passa per La Jumellière, on es desemboca una host de 600 a 700 vendeans. Pel camí, els soldats republicans van cremar un poble i van massacrar diversos habitants a Pont-Barré.

## Procediment
Al migdia de l'11 d'abril, les tropes de Berruyer eren davant de Chemillé. Comandats per Maurice D'Elbée i Jacques Cathelineau, els Vendeans van quedar atrinxerats a la carretera principal i darrere de l'Hyrome. La petita ciutat fou fortificada pels insurgents. Tots els ponts que creuen el riu estan tallats, mentre que una rasa i un reducte, on es col·loquen canons, creuen la carretera principal d'Angers. Finalment l'església de Saint-Pierre està embrutada: l'envoltant a la terra l'envolta i les espitlleres es perforen a les parets.
Berruyer dona a Menou el comandament del flanc dret, mentre que ell mateix pren el lideratge del flanc esquerre. Passi després a l'atac i creua el riu. Al centre, els gendarmes de la 35º Divisió han confiscat inicialment una bateria d'artilleria, però l'atac es finalment repel·lit i desmoralitzats voluntaris, creu Hyrôme a l'inversa. Tot i això, les forces de Duhoux arriben llavors com a reforços per donar suport a Menou. Es llança un nou assalt i aquesta vegada els republicans estan saltant les línies de la Vendée, agafa les entranyes, i, a continuació, pren la posició al lloc de l'Eglise Saint-Pierre. Es retiren cinc canons, un altre es clava i es llança al riu. A mesura que cau la nit, la ciutat és l'escenari d'un conflicte cos a cos confós.
Els presoners patriòtics es van unir i col·locar a la primera línia com a escuts humans i aprofiten el desordre per anar cap a les línies republicanes. Però a les fosques, els voluntaris confonen aquest moviment amb un atac enemic i fugen. A la plaça Saint-Pierre, els combatents atrinxerats a l'església es resisteixen i un insurgent detona una reserva de municions, agreujant encara més el pànic dels patriotes. D'Elbée s'adona llavors del desastre a les files republicanes i llança un contraatac. Finalment, el general Berruyer ordena la retirada i es retira a Saint-Lambert-du-Lattay, on arriba a la mitjanit, d'aquell vespre.
El vespre de l'11 d'abril, Chemillé resta en mans dels vendeans. La batalla va durar gairebé 10 hores.

## Pèrdues
Després dels combats, el general Berruyer i el representant Choudieu van declarar que els insurgents van perdre al voltant de 600 homes. El 13 d'abril, el representant de la missió Richard, en nom dels comissaris de la Convenció enviat als departaments de Maine-et-Loire i Sarthe, va anunciar un nombre de morts de 15 entre els republicans, contra 500 a 600 morts entre els "bandolers", 133 patriotes lliurats i van capturar sis canons. El sacerdot refractari Jacques Cantiteau afirma per la seva banda haver vist en "papers oficials", però sense més detalls, que 1500 republicans es van posar en acció a Chemillé, però aquest nombre és probablement exagerat.
 El 1840, l'historiador militar Patu-Deschautschamps, fa una valoració de 15 morts, inclosos dos oficials i 60 ferits del costat dels republicans i produeix les pèrdues a la Vendée entre 200 i 300. També informa de 133 presos alliberats i cinc canons capturats pels republicans. Uns 400 republicans també van ser fets presos.
Segons Manuel Jobar, els insurgents de Chemillé paguen un preu molt fort: el 10% dels homes per als quals hi ha un registre de servei - és a dir, 602 insurgents Chemillois enumeraven -van morir durant aquesta batalla.
Els generals ajudants republicans Mangin, i el cap vendeà Jean Perdriau també es troben entre els morts d'aquesta batalla. El general Charles Duhoux de Hauterive va resultar ferit a la cama.

## ElPaterd'Elbée
Després de la batalla, els combatents vendeans es van reunir davant de l'església de Chemillé per exigir la matança dels presos republicans que hi eren tancats. El general d'Elbée arriba al mig de la gent per intentar restablir la calma. A petició seva, els homes es van agenollar per recitar el Pater Noster. Tanmateix, quan els insurgents arriben a les paraules "perdonem-nos les nostres faltes, ja que perdonem als que ens han ofès", d'Elbée els interromp: 
| « | <<"Atureu-vos! No mentiu a Déu! T'atreveixes a demanar-li que et perdoni, ja que perdones els altres quan estiguis preparat per venjar-te dels teus enemics.>> | » |

" Aquestes declaracions no van provocar cap disputa i es van salvar els presos. L'episodi s'anomena des de llavors el Pater D'Elbée.

## Conseqüències
En el seu informe del 12 d'abril, el general Berruyer es queixava del comportament dels voluntaris, a qui va acusar de covardia. [19 Però també lamenta el mal estat en què es mantenen: "He de dir i repetir que no puc comptar amb els voluntaris que són aquí. La majoria només tenen rifles de caça dolents, sense baionetes; Fins i tot hi ha molt pocs que saben què és una arma. Si tingués quatre batallons com la trenta-cinquena divisió de gendarmeria, respondria per tenir èxit; tanmateix, no deixaré de dir que és d'important importància resoldre els problemes d'aquest país.
La victòria dels vendeans a Chemillé, va ser, però, sense un futur. El mateix dia, Bonchamps va ser colpejat per Gauvilliers a Mesnil-en-Vallée, mentre que Stofflet va ser rebutjat a Coron per Leigonyer. Amenaçats als seus flancs i gairebé sense munició, D'Elbée i Cathelineau es van veure obligats a retirar-se i el vespre del 12 d'abril, totes les forces d'Angers es van reunir al Beaupréau. Per consell de Bonchamps, els caps vendeans decideixen retirar-se a Tiffauges. El 13 d'abril, Chemillé fou ocupada per forces de Berruyer. Aleshores, el 17 d'abril, els republicans es van apoderar de Cholet. Tanmateix, Berruyer va cometre l'error de no perseguir l'exèrcit d'Anjou. Obsessionat pel mal estat de les seves tropes, ignora que els insurgents estan en una situació molt pitjor.